# 栗原ゆう
栗原ゆう（くりはらゆう、11月11日）は日本のシンガーソングライター、イベントプロデューサー、店舗プロデューサーである。

## 来歴
11月11日生まれ、大阪府大阪市出身。「ゆう」名義で音楽活動をスタート。
大阪の路上でJUDY AND MARYや大塚愛らの楽曲をカラオケで歌うことで集客し、オリジナル楽曲「キャンディー」のCDを販売。累計1000枚の販売に成功した。

### テレビ東京「音楽ば～か」出演
テレビ東京『音楽ば〜か』シーズン2（2008年10月 - 2009年3月放送）「アウトレットミュージシャン デビューへの道」というテーマで、オーディションで選ばれた結城リナ、水瀬葵、ゆう、北條まみの4名が2名ユニットのデビューをかけて対決をしていき、対決で敗れたものは強制的に番組を去っていかねばならないという方式。善戦するも最後の対決にて破れてデビューの機会を逃す。

### 活動休止
2009年、活動の締めくくりと題して「ゆう」の原点である路上ライブを敢行、このライブを最後に「ゆう」としての活動は休止となった。

### 栗原ゆうとして再始動
2010年6月に音楽活動の新天地として東京を選択。上京を境に名義を「ゆう」から「栗原ゆう」に変更。
その後2014年8月17日に、栗原ゆう主催ライブイベント「WONDER WORLD vol.2」が大阪・FANJ twiceで行われた。

### 店舗プロデューサーとして
2016年10月9日より吉河順央と共に大阪のアメリカ村にLive cafe&Bar「AimyouRibbon」をオープンさせる。

## ディスコグラフィー

### シングル
- キャンディー - 2008年6月18日リリース
- 青春ボーイ - 2011年5月28日リリース
- シンデレラ - 2012年リリース[3]
- weekend - 2012年リリース[4]
- チャーミングな男の子 - 2012年リリース[5]

### アルバム
- アラサーランド - 2015年2月11日リリース[6]

## 楽曲提供
- PPP!PiXiON
- パパパパパジャマdeパーティナイト 作詞
- ハピネス☆ドリーミング 作詞・作曲
- 透明シチュエーション 作詞
- なんちゃっテヘwithサマー 作詞
- からまわるーぴんぐ 作詞・作曲
- 渋谷で泣いてる場合じゃないじゃん！ 作詞・作曲
- 超超ちょ〜ふあん 作詞・作曲